# Khaleem Hyland
Khaleem Hyland (Carenage, 5 giugno 1989) è un calciatore trinidadiano, centrocampista dell'Al-Batin e della Nazionale trinidadiana.

## Caratteristiche tecniche
È un mediano che fa del fisico la sua arma migliore, destro di piede.

## Carriera

### Club
Messosi in mostra in patria, grazie alla squadra del San Juan Jabloteh, attira gli interessi del Portsmouth, che lo acquista nel 2008. Non avendo avuto l'occasione di debuttare in Premier League, nel gennaio 2009 si trasferisce in prestito in Belgio, presso lo Zulte Waregem, dove riesce a giocare con più continuità. Terminato il prestito, torna in Inghilterra, ma il club belga riesce a riportarlo nuovamente in squadra, questa volta a titolo definitivo.
Dopo tre stagioni a discreti livelli, nell'agosto 2011 si trasferisce a titolo definitivo al Genk dove trascorre quattro stagioni. Debutta nella fase finale di Champions League il 28 Settembre 2011 in un Bayer Leverkusen - Genk 2-0. Nell'estate 2015 si trasferisce al Westerlo.

### Nazionale
Debutta in nazionale nel 2008 a soli 18 anni in un'amichevole contro Porto Rico, partecipando nello stesso anno alla Coppa dei Caraibi, e l'anno successivo ai mondiali Under-20. Nel 2013 viene convocato per la Gold Cup. Nel 2014 è parte della squadra finalista in Coppa dei Caraibi, dove si renderà protagonista in negativo della finale sbagliando il rigore decisivo contro la Giamaica. L'anno successivo è nuovamente convocato per la CONCACAF Gold Cup 2015.

## Palmarès

### Club

#### Competizioni nazionali
- Coppa del Belgio: 1

Genk: 2012-2013
- Supercoppa del Belgio: 1

Genk: 2011